# Saint-Aubin-le-Vertueux
Saint-Aubin-le-Vertueux település Franciaországban, Eure megyében. Lakosainak száma 857 fő (2018. január 1.). Saint-Aubin-le-Vertueux Bernay, Saint-Clair-d’Arcey, Mesnil-en-Ouche, Ferrières-Saint-Hilaire és Saint-Quentin-des-Isles községekkel határos.

## Népesség
A település népessége az elmúlt években az alábbi módon változott:
| Lakosok száma | 862  | 862  | 887  | 855  | 857  |
|               | 2013 | 2015 | 2016 | 2017 | 2018 |